# Stock ministeriale
Per stock ministeriale in filatelia si intende la riserva di francobolli fuori corso conservata dal Ministero delle poste e delle telecomunicazioni dal 1946 al 1969 per essere venduta come materiale da collezione. A seguito delle continue proteste da parte degli operatori commerciali filatelici e dei collezionisti, che vedevano entrambe una turbativa alle loro attività, questa riserva venne distrutta per iniziativa del Ministro Giovanni Spagnolli.
La notizia della prossima distruzione attraverso macinazione venne ufficializzata durante il Convegno Filatelico di Roma del 1967 dallo stesso Ministro.
Già nel 1952 vi fu una richiesta di distruzione alla Camera dei deputati a fronte della quale venne avviato un primo esame del problema da una apposita Commissione composta da funzionari dello Stato e rappresentanti sindacali dei commercianti. Si giunse così alla decisione di sospendere la vendita dei francobolli fuori corso da parte di tutti gli uffici filatelici delle Poste. Con decreto del 1º marzo 1954 venne poi stabilito che le eventuali rimanenze fossero distrutte tramite incenerimento.
Con il disegno di legge del 1966 ad opera del Ministro Spagnolli dal 20 al 23 febbraio 1967 iniziò la vera distruzione per macinazione presso i sotterranei della Banca d'Italia che si concluse nel 1969.